# 関西医療大学
関西医療大学（かんさいいりょうだいがく、英: Kansai University of Health Sciences）は、大阪府の私立大学。1985年（昭和60年）に設置された関西鍼灸短期大学を母体としている。

## 沿革
- 2003年 - 関西鍼灸大学開学（鍼灸学部鍼灸学科）
- 2007年4月 - 鍼灸学部を保健医療学部に改称、理学療法学科を設置。校名を関西医療大学に改称
- 2007年4月 - 大学院保健医療学研究科鍼灸学専攻（修士課程）　設置
- 2008年4月 - ヘルスプロモーション整復学科設置
- 2009年4月 - 保健看護学部保健看護学科設置
- 2011年4月 - 大学院保健医療学研究科保健医療学専攻（修士課程）に改組。
- 2013年4月 - 臨床検査学科設置
- 2018年4月 - 作業療法学科設置
- 2024年4月 - 大学院保健医療学研究科保健医療学専攻（博士後期課程）設置

## 学部・学科
- 保健医療学部
  - はり灸・スポーツトレーナー学科
  - 理学療法学科
  - 作業療法学科
  - ヘルスプロモーション整復学科
  - 臨床検査学科
- 保健看護学部
  - 保健看護学科

## 大学院
- 保健医療学研究科
  - 保健医療学専攻（修士課程､博士後期課程）
  - 2011年3月に鍼灸学専攻から保健医療学専攻に改組。

## 附属施設
- 附属診療所
- 鍼灸治療所
- 附属接骨院
- 図書館

## 取得可能な資格
- 鍼灸師（はり師・きゅう師）国家試験受験資格（はり灸・スポーツトレーナー学科）
- 日本スポーツ協会アスレティックトレーナー試験受験資格（はり灸・スポーツトレーナー学科）
- 理学療法士国家試験受験資格（理学療法学科）
- 作業療法士国家試験受験資格（作業療法学科）
- 柔道整復師国家試験受験資格（ヘルスプロモーション整復学科）
- 臨床検査技師国家試験受験資格（臨床検査学科）
- 細胞検査士試験受験資格（臨床検査学科）
- 看護師・保健師・助産師国家試験受験資格（保健看護学科）
- 健康運動実践指導者試験受験資格（はり灸・スポーツトレーナー学科、ヘルスプロモーション整復学科）
- 日本スポーツ協会公認スポーツプログラマー試験受験資格（ヘルスプロモーション整復学科）
- 日本トレーニング指導者協会トレーニング指導者試験受験資格（はり灸・スポーツトレーナー学科、ヘルスプロモーション整復学科）
- 日本スポーツアロマトレーナー協会スポーツアロマトレーナー受験資格（ヘルスプロモーション整復学科）

## 大学関係者
- 理事長 - 武田大輔
- 学長 - 吉田宗平